# Riccardo Carafa
Riccardo Francesco Giovanni Battista Gaspare Melchiorre Baldassarre Maria Lucia Lupo Luca Ettore Diomede Malizia Eduardo Carafa della Stadera, duca d'Andria e di Castel del Monte, marchese di Corato, conte di Ruvo, signore di Paternò, nobile e patrizio napoletano (Napoli, 12 dicembre 1859 – Bologna, 19 ottobre 1920), è stato un nobile, scrittore, militare, politico, giornalista e dirigente sportivo italiano.

## Biografia

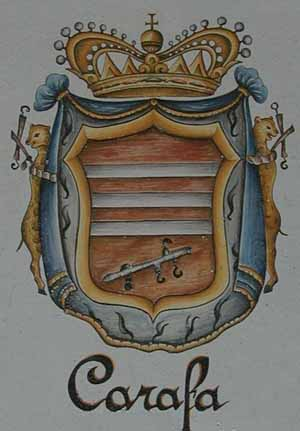

Discendente dal ramo "della Stadera" dell'antica stirpe nobiliare dei Carafa, vanta tra i suoi antenati Ettore Carafa e (da parte di madre) Gennaro Serra di Cassano, entrambi martiri della Repubblica Napoletana del 1799. Compie i suoi studi nel collegio militare di Napoli, dove ed entra a far parte del Regio esercito raggiungendo il grado di maggiore di cavalleria della riserva, e negli anni giovanili si dedica alla passione per la scrittura. Tra gli ultimi rappresentanti della tradizione filodrammatica napoletana, è stato autore di opere teatrali, di una monografia storica sul suo antenato Enrico Carafa e di un romanzo. 
Nel 1885 sposò la poetessa e traduttrice Enrichetta Capecelatro.
Nel 1892 fonda con Benedetto Croce, Salvatore Di Giacomo, Giuseppe Ceci e Michelangelo Schipa la rivista Napoli nobilissima, cui collabora con dotti articoli che illustrano il patrimonio culturale e artistico della città e ipotizza scenari urbanistici futuri.
Ai primi del novecento inizia l'impegno nella vita politica. Il suo esordio risale alle elezioni amministrative del 1901, quando viene eletto consigliere comunale nella lista clerico-moderata detta Comitato centrale. In comune entra a far parte di una speciale commissione consiliare che avrebbe dovuto coadiuvare la Commissione reale per l'incremento industriale di Napoli ma che nei fatti non risulta aver mai svolto alcuna attività. Nominato presidente della deputazione provinciale (carica che mantiene dal 1902 al 1904), promuove le proposte presentate nel frattempo dalla commissione reale in un gruppo ristretto di deputati provinciali e imprenditori locali, che a sua volta presenta proprie osservazioni e idee alternative per il rilancio economico della città. Quest'attività si interrompe nel 1907 per divergenze non precisate sull'applicazione della legge speciale per la città promulgata quell'anno; lasciato il Comitato nel 1907 aderisce al "Fascio liberale", col quale riesce eletto nella minoranza.

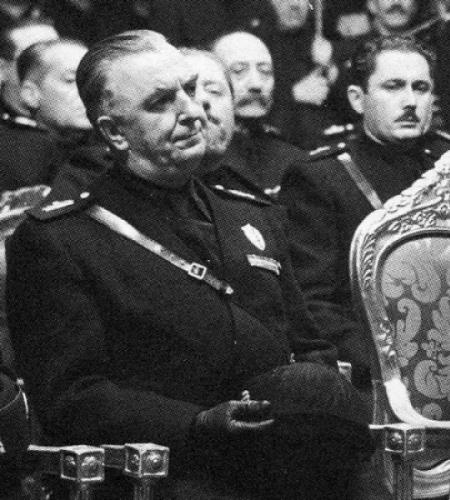
Luigi Federzoni

In questa decisione concorre certamente la nomina, il 4 marzo 1904, a senatore per censo, che gli consente di occuparsi della città e dei suoi problemi a livello legislativo. Dai banchi del parlamento avversa la legge di riforma elettorale presentata da Giovanni Giolitti nel 1912; l'estensione del diritto di voto agli analfabeti, secondo il Carafa, avrebbe fomentato il fenomeno del clientelismo, già ampiamente diffuso tra i popolani che hanno conseguito il titolo minimo richiesto della terza elementare. Risolutamente schierato contro qualsiasi ipotesi di riforma elettiva del Senato dedica molto del suo tempo ai problemi di politica coloniale, perorando la necessità di completare l'espansione italiana nel Corno d'Africa, a suo tempo fermata dalla disfatta di Adua. Dopo la guerra italo-turca e la campagna di Libia, cui per l'età prende parte fino al 1913 come capitano addetto al comando generale delle operazioni, in coerenza con le sue convinzioni si avvicina all'Associazione Nazionalista Italiana, della quale è il primo animatore del circolo napoletano. Abbandonata in seguito ogni carica per lo scarso seguito ricevuto ne rimane comunque un militante attivo; nel 1913 appoggia la candidatura a deputato di Luigi Federzoni nel collegio Roma I, l'anno successivo sostiene quella di Enrico Corradini a Marostica ma di li a poco entra in conflitto con l'associazione.
Nazionalista in funzione unicamente conservatrice ed autoritaria, infatti, non condivide la scelta di schierarsi a favore dell'intervento nella prima guerra mondiale e per l'italianità delle terre irredente, condividendo nel corso di una seduta del Senato la posizione nettamente neutralista, seppure con le armi pronte per una eventuale difesa, espressa da Antonio Salandra. Col presidente del consiglio si fa anche mediatore delle opinioni espresse dal generale Karl von Bülow, giunto in Italia come invitato straordinario della Germania per perorare la causa della neutralità e la non convenienza di interrompere i rapporti col Reich tedesco. Il promemoria compilato per Salandra, con un'ampia serie di considerazioni personali del Carafa sull'imprevedibilità delle conseguenze di un conflitto e su una presunta maggioranza di senatori neutralisti, non rimane tuttavia riservato, sembra per colpa dell'autore, ed anzi contribuisce in misura determinante al coagularsi della maggioranza che il 21 maggio 1915 approva il disegno di legge per il "Conferimento al governo del Re di poteri straordinari in caso di guerra", propedeutico alla dichiarazione di guerra.
Entrata l'Italia in guerra vuole comunque indossare nuovamente la divisa, seppure malfermo a causa dell'età, destinato a compiti operativi di comando in territorio italiano col grado di capitano solo per pochi mesi. Sempre più malato pronuncia il suo ultimo intervento in Senato - una commemorazione di Arrigo Boito - il 13 giugno 1918.

## Attività nel CIO
Dopo il conte Mario Lucchesi-Palli, fu il secondo componente italiano del Comitato olimpico internazionale. Partecipò come dirigente ai Giochi della I Olimpiade, che si tennero ad Atene nel 1896.

## Ascendenza
|                                                  |                                                |                                                        | Genitori                                                               |  |  | Nonni |  |  | Bisnonni                               |  |  | Trisnonni                            |  |
|                                                  |                                                |                                                        |                                                                        |  |  |       |  |  | 8. Riccardo Carafa, XII duca di Andria |  |  | 16. Ettore Carafa, XI duca di Andria |  |
|                                                  |                                                |                                                        |                                                                        |  |  |       |  |  | 8. Riccardo Carafa, XII duca di Andria |  |  | 16. Ettore Carafa, XI duca di Andria |  |
|                                                  |                                                | 17. Maria Francisca de Guevara y Cárdenas              |                                                                        |  |  |       |  |  | 8. Riccardo Carafa, XII duca di Andria |  |  |                                      |  |
| 4. Francesco Carafa, XIV duca di Andria          |                                                |                                                        |                                                                        |  |  |       |  |  | 8. Riccardo Carafa, XII duca di Andria |  |  |                                      |  |
|                                                  |                                                | 9. Margherita Pignatelli d'Aragona Cortès              | 18. Fabrizio Matteo Pignatelli d'Aragona Cortés, VIII principe di Noia |  |  |       |  |  |                                        |  |  |                                      |  |
|                                                  |                                                | 9. Margherita Pignatelli d'Aragona Cortès              | 18. Fabrizio Matteo Pignatelli d'Aragona Cortés, VIII principe di Noia |  |  |       |  |  |                                        |  |  |                                      |  |
|                                                  |                                                | 9. Margherita Pignatelli d'Aragona Cortès              | 19. Costanza de' Medici                                                |  |  |       |  |  |                                        |  |  |                                      |  |
| 2. Ferdinando Carafa, XVII duca di Andria        |                                                | 9. Margherita Pignatelli d'Aragona Cortès              |                                                                        |  |  |       |  |  |                                        |  |  |                                      |  |
|                                                  |                                                | 10. Ferdinando Caracciolo, VIII principe di Santobuono | 20. Gregorio Caracciolo, VII principe di Santobuono                    |  |  |       |  |  |                                        |  |  |                                      |  |
|                                                  |                                                | 10. Ferdinando Caracciolo, VIII principe di Santobuono | 20. Gregorio Caracciolo, VII principe di Santobuono                    |  |  |       |  |  |                                        |  |  |                                      |  |
|                                                  |                                                | 10. Ferdinando Caracciolo, VIII principe di Santobuono | 21. Teresa Odescalchi                                                  |  |  |       |  |  |                                        |  |  |                                      |  |
| 5. Teresa Caracciolo, duchessa di Casteldisangro |                                                | 10. Ferdinando Caracciolo, VIII principe di Santobuono |                                                                        |  |  |       |  |  |                                        |  |  |                                      |  |
|                                                  |                                                | 11. Maria Antonia Filomarino                           | 22. Nicola Filomarino, V principe di Squinzano                         |  |  |       |  |  |                                        |  |  |                                      |  |
|                                                  |                                                | 11. Maria Antonia Filomarino                           | 22. Nicola Filomarino, V principe di Squinzano                         |  |  |       |  |  |                                        |  |  |                                      |  |
|                                                  |                                                | 11. Maria Antonia Filomarino                           | 23. Lucrezia Sacrati                                                   |  |  |       |  |  |                                        |  |  |                                      |  |
| 1. Riccardo Carafa, XVIII duca di Andria         |                                                | 11. Maria Antonia Filomarino                           |                                                                        |  |  |       |  |  |                                        |  |  |                                      |  |
|                                                  | 12. Luigi Serra di Cassano, IV duca di Cassano | 24. Giuseppe Maria Serra                               |                                                                        |  |  |       |  |  |                                        |  |  |                                      |  |
|                                                  | 12. Luigi Serra di Cassano, IV duca di Cassano | 24. Giuseppe Maria Serra                               |                                                                        |  |  |       |  |  |                                        |  |  |                                      |  |
|                                                  | 12. Luigi Serra di Cassano, IV duca di Cassano | 25. Laura Serra di Cassano, III duchessa di Cassano    |                                                                        |  |  |       |  |  |                                        |  |  |                                      |  |
| 6. Giovanni Battista Serra di Cassano            | 12. Luigi Serra di Cassano, IV duca di Cassano |                                                        |                                                                        |  |  |       |  |  |                                        |  |  |                                      |  |
|                                                  |                                                | 13. Giulia Carafa Cantelmo Stuart                      | 26. Gennaro I Carafa Cantelmo Stuart, VII principe di Roccella         |  |  |       |  |  |                                        |  |  |                                      |  |
|                                                  |                                                | 13. Giulia Carafa Cantelmo Stuart                      | 26. Gennaro I Carafa Cantelmo Stuart, VII principe di Roccella         |  |  |       |  |  |                                        |  |  |                                      |  |
|                                                  |                                                | 13. Giulia Carafa Cantelmo Stuart                      | 27. Teresa Carafa, VII duchessa di Forli                               |  |  |       |  |  |                                        |  |  |                                      |  |
| 3. Maria Grazia Serra di Cassano                 |                                                | 13. Giulia Carafa Cantelmo Stuart                      |                                                                        |  |  |       |  |  |                                        |  |  |                                      |  |
|                                                  |                                                | 14. Giuseppe Serra di Cassano, V duca di Cassano       | 28. Luigi Serra di Cassano, IV duca di Cassano (= 12)                  |  |  |       |  |  |                                        |  |  |                                      |  |
|                                                  |                                                | 14. Giuseppe Serra di Cassano, V duca di Cassano       | 28. Luigi Serra di Cassano, IV duca di Cassano (= 12)                  |  |  |       |  |  |                                        |  |  |                                      |  |
|                                                  |                                                | 14. Giuseppe Serra di Cassano, V duca di Cassano       | 29. Giulia Carafa Cantelmo Stuart (= 13)                               |  |  |       |  |  |                                        |  |  |                                      |  |
| 7. Giulia Serra di Cassano                       |                                                | 14. Giuseppe Serra di Cassano, V duca di Cassano       |                                                                        |  |  |       |  |  |                                        |  |  |                                      |  |
|                                                  |                                                | 15. Teresa di Tocco Cantelmo Stuart                    | 30. Carlo II di Tocco Cantelmo Stuart, VI principe di Montemiletto     |  |  |       |  |  |                                        |  |  |                                      |  |
|                                                  |                                                | 15. Teresa di Tocco Cantelmo Stuart                    | 30. Carlo II di Tocco Cantelmo Stuart, VI principe di Montemiletto     |  |  |       |  |  |                                        |  |  |                                      |  |
|                                                  |                                                | 15. Teresa di Tocco Cantelmo Stuart                    | 31. Maria Antonia Carafa Cantelmo Stuart                               |  |  |       |  |  |                                        |  |  |                                      |  |
|                                                  |                                                | 15. Teresa di Tocco Cantelmo Stuart                    |                                                                        |  |  |       |  |  |                                        |  |  |                                      |  |

## Opere
- La Floridiana, in Napoli nobilissima, I (1892)
- La figlia di Ninotta, commedia in cinque atti, Napoli 1893
- Gli ultimi d'Alcamo, commedia. 1893
- Sogno di Cloralio, azione drammatica in due parti, Napoli 1898
- Invano, romanzo. Trani, 1899
- L'aristocrazia, nel miscellaneo Napoli d'oggi, Napoli 1900
- Il re di Nirvana, dramma in 4 atti, Napoli 1902
- Le isole dell'Egeo occupate dalle armi italiane,illustrato da Arturo Faccioli: leggenda e cenni storici, Como 1913.